# China Hualu Group
China Hualu Group (chinês: 中国华录集团) é uma fabricante estatal chinesa de eletrônicos com sede em Dalian, Liaoning. 

Tinha uma receita líquida em 2006 de 659,8 milhões de dólares e ficou em 43.º lugar na lista de empresas chinesas de eletrônicos classificadas nesta figura.